# 열한시
《열한시》는 2013년에 개봉된 대한민국의 SF 스릴러 영화이다.

## 줄거리
머지않은 미래, 심해 연구소의 과학자들이 마침내 시간 이동 장치를 개발한다. 이 장치는 물체를 24시간 앞으로 이동시킬 수 있지만, 사람에게 사용한 적은 없었다. 책임 연구원 우석은 시험 운행을 성공적으로 마치면 거대 기업으로부터 막대한 투자를 약속받는다. 그는 조수 영은과 함께 다음 날 오전 11시로 시간 이동을 계획한다.
하지만 시간 이동에 성공하여 도착한 그곳은 아수라장이 되어 있었고, 다른 연구원들은 모두 사라진 상태였다. 게다가 누군가 그들을 공격하려 한다. 유일한 단서인 감시 카메라 기록을 바탕으로, 그들은 연구소에서 지난 24시간 동안 벌어진 미스터리한 사건들을 조사해야 한다. 무슨 일이 일어났는지 알아내고, 과거로 돌아가 이를 막아야 하는 상황에 놓인다.

## 배역
- 정재영 - 정우석 역
- 최다니엘 - 지완 역
- 김옥빈 - 서영은 역
- 이대연 - 조실장 역. 투자사 파견직원
- 박철민 - 박영식 역
- 이건주 - 김문순 역
- 신다은 - 남궁숙 역
- 김효서 - 지윤 역. 우석 아내
- 오광록 - 서박사 역(특별출연). 영은 아버지